# Nathan Scott
Pour les articles homonymes, voir Scott.
Ne pas confondre avec le compositeur américain : voir Nathan Scott (compositeur).
 (septembre 2011).
Si vous disposez d'ouvrages ou d'articles de référence ou si vous connaissez des sites web de qualité traitant du thème abordé ici, merci de compléter l'article en donnant les références utiles à sa vérifiabilité et en les liant à la section « Notes et références ».
Nathan Royal Scott est un personnage fictif de la série télévisée Les Frères Scott, interprété par James Lafferty.

« J’ai lu quelque part qu’on ne reconnaissait pas les instants marquant de nos vies au moment où on est en train de les vivre. On s’habitue à tout, les choses, les idées, les gens mais on ne se rend pas compte de notre chance parfois. C’est seulement lorsqu’on risque de perdre quelque chose qu’on se rend compte à quel point on y tient, à quel point on en a besoin, à quel point on l’aime. Et moi, j’adore ce jeu. »

— Nathan Scott

## Histoire du personnage
Élevé dans un milieu aisé par son père Dan et sa mère Deborah, Nathan fait partie des "populaires" du lycée de Tree Hill. Il est prétentieux et sans scrupules. Il tente par tous les moyens d'exclure son demi-frère Lucas, qu'il ne connaît pas et méprise, de l'équipe de basket et du cœur de sa petite-amie Peyton, dans lequel ils sont rivaux. Finalement, excédée d'être traitée comme une moins que rien et sans cesse humiliée, Peyton décide de rompre. Nathan rejette la faute sur Lucas et sa haine envers lui ne fait que croître. Il n'hésite pas à lui voler ses vêtements et le ligoter dans la boue afin de le convaincre d'abandonner le basket.
Son comportement change lorsqu'il fait la connaissance d'Haley, la meilleure amie de Lucas. Cette dernière étant tutrice, il commence par prendre des cours puis sortir avec elle pour agacer Lucas et finit vite par tomber amoureux de la jeune fille, qu'il épouse quelques mois après leur rencontre, très prématurément et malgré le désaccord de ses parents. Après de fortes tensions avec Haley, (notamment elle par en tournée avec Chris Keler). Ils se remarie devant cette fois ci devant tout leurs amis ainsi que devant leurs familles. Quelques semaines plus tard Nathan apprend qu'Haley est enceinte, il est d'abord très apeuré mais est quand même content de devenir le papa de James Lucas Scott puis plusieurs années plus tard de Lydia Bob Scott.Il devient un père attentionné et un bon mari avec sa femme. Malheureusement, il se blesse au dos et a du mal a refaire du basket 

### Saison 1
Dan met Nathan sous pression afin d'obliger ce dernier à battre sans cesse ses records au basket, instaurant une sorte de compétition père-fils, situation qui devient vite insupportable pour l'adolescent. Il décide de se faire émanciper pour s'éloigner de ses parents qui ne cessent , (comme il l'annonce à sa conférence de presse le placer au milieu de leur conflit et de lui demander de faire un choix.
Nathan évacue le stress, qu'il vit au quotidien, en se montrant arrogant et méprisant envers chacun, incluant sa petite-amie Peyton qui le quitte pour cette raison. Il entretient également de mauvais rapports avec son demi-frère, Lucas. Leur père abandonne Karen, la mère de Lucas, en apprenant qu'elle est enceinte. Il épouse une autre femme quelques mois plus tard, et devient père de leur fils, Nathan. Dan ne s'est plus occupé de Karen ni de Lucas, et a passé sa vie à faire en sorte que Nathan haïsse et méprise Lucas, ce à quoi il parvient facilement.
Mais Nathan découvre que s'il a de mauvaises notes, il n'obtiendra pas de bourses pour les universités où il souhaite jouer au basket. Il demande alors, et également pour frustrer Lucas, des cours de soutien à Haley, la meilleure tutrice du lycée et meilleure amie de Lucas. Il tombe alors réellement amoureux d'Haley et, après quelques mois, lui demande de l'épouser. Dans un même temps, sa relation fraternel avec Lucas s'est amélioré à la fin de la saison.

### Saison 2
Nathan et Haley deviennent le couple inattendu du lycée et leur mariage est difficilement accepté par les autres (tout le monde pense qu'ils se sont mariés parce qu'Haley est enceinte). Les parents de Nathan tentent de les séparer, mais tous leurs efforts se soldent par des échecs. Dans l'épisode 11, la grande sœur d'Haley, Taylor James, s'installe chez le jeune couple. Nathan avoue à Lucas puis à Haley qu'il la connaît déjà.(C'est d'ailleurs avec elle qu'il a fait sa première fois)
La situation devient alors tendue, Haley se découvrant une passion pour la musique et étant amenée à travailler en collaboration avec Chris Keller, un musicien qui use de tous ses efforts pour la charmer. Nathan refuse qu'Haley parte en tournée et lui demande de choisir entre la musique et son amour pour lui. Haley décide de partir malgré l'avis défavorable du jeune-homme, le laissant seul à Tree Hill. 
Nathan perd alors pieds, consommant fréquemment de l'alcool et se rendant ivre au mariage de son oncle. Il sombre dans la tristesse et le désespoir. Il rejette la faute sur Lucas sans lequel il n'aurait jamais rencontré la jeune femme.
Dans l'épisode 17, Nathan décide d'aller chercher sa femme et se remémore des souvenirs du passé. Haley l'accueille avec chaleur mais poursuit cependant la tournée, et il rentre seul. Dan tente de ruser par la suite afin de faire annuler le mariage. Il parvient à convaincre Nathan de signer mais n'y parvient pas pour Haley, qui refuse de croire que Nathan ait pu approuver ces démarches.
Nathan reçoit la visite de son oncle Cooper (le frère de Deborah) qui est  coureur automobile. Lui, son neveu et Lucas décident de participer à une course. Nathan ne rentre pas au stand, tentant de mettre fin à ses jours. Des flash-back rapides montrent alors qu'il voit sa vie défiler et elle ne se compose que de moments avec Haley. 
Dans l'épisode 20, Nathan est dans le coma et rêve d'une vie inverse à la sienne : Dan a épousé Karen et a abandonné Deborah et Nathan, Haley ne sait pas chanter.
Guéri, Nathan rentre chez lui et découvre un tas de factures. Il ré-emménage chez Dan. Deborah revient à la maison après sa cure de désintoxication. Dans le dernier épisode, Haley revient à Tree Hill.
À la fin de la saison, un incendie a eu lieu à la concession de voitures de Dan et il est sorti sain et sauf.

### Saison 3
Malgré le retour de sa femme, Nathan part au camp de basket de High Flyers. Il évite Haley le plus possible mais elle persiste à s'excuser et à lui dire qu'elle l'aime. Dans l'épisode 4, lors de la fête costumée, Nathan (qui porte un costume de Batman) et Haley se croisent furtivement. À la fin de cette soirée, Haley est embrassée par Batman (elle ignore qu'en réalité, il s'agit de Chris Keller qui a payé le marchand de déguisements pour savoir en quoi serait déguisé Nathan). Nathan conseille à Haley de retravailler avec Chris pour voir s'il peut avoir confiance en elle. Lors du Fantasy Boy Draft ("Le jeu de l'homme de rêve"), Haley et Nathan passent une soirée ensemble. Dans l'épisode 9, ils couchent de nouveau ensemble. Dan prévient Nathan de faire attention à ce qu'Haley ne tombe pas enceinte afin "de le garder auprès d'elle". Nathan et Haley ont une violente dispute à ce sujet. Au milieu de la saison, Dan est élu maire de la ville de Tree Hill et plus tard, apprend qui Lucas a  mis le feu alors il avoue à Dan qui l'a sauvé et la vérité, c'est Debbie qui a tenté de le tuer avec la bouteille d'alcool que Keith a acheté et le somnifère que Déborah cachait dans la maison.
Dans l'épisode 11, Haley et Nathan se rendent compte qu'ils veulent aller dans des universités différentes : Stanford pour Haley et Duke pour Nathan. Ils envoient finalement les dossiers aux deux universités. Tout se passe pour le mieux, jusqu'à la fusillade du lycée dans l'épisode 16. Nathan se rend à l'intérieur du lycée où Haley fait partie des élèves captifs. Ils se retrouvent tous les deux enfermés mais s'en sortent. Leurs esprits restent cependant marqués par l'assassinat de Keith commis par Dan de sang froid, pendant que les autres amis proches du défunt le pleurent, le jeune couple s'amuse et passe des moments extrêmement romantiques. Dans l'épisode 18, Nathan vole son alliance à Haley afin de la redemander en mariage. Haley panique mais est rassurée quand Nathan lui fait sa demande. Dans l'épisode 21, leurs amis, en particulier Brooke, organisent une fête où ils parodient la vie de « Naley » (Nathan + Haley). Dans l'épisode 22, le mariage a lieu mais Cooper a un accident avec Rachel et Nathan tente de les sauver en sautant dans la rivière malgré l'inquiètude d'Haley. À la fin de cet épisode, on voit Nathan qui a du mal à rester sous l'eau et Haley appeler à l'aide.

### Saison 4
Nathan réussit à sauver Cooper et Rachel. Cette dernière tente alors de se rapprocher de lui mais Nathan lui annonce qu'elle n'a aucune chance. Une rumeur court au lycée selon laquelle Brooke serait enceinte et Nathan fait part de son avis à Haley sur le fait qu'une fille de 17 ans puisse attendre un bébé. Cela le terroriserait. Haley annonce à Nathan que c'est elle, et non  Brooke, qui est enceinte. 
Le même jour, Nathan apprend qu'il est pris à Duke. Après quelques instants d'inquiétude, Nathan accepte le fait qu'il va être père et que c'est la seule chose qui compte vraiment pour lui concernant son avenir. Mais le couple a beaucoup de difficultés à payer ses factures et Nathan rencontre alors Daunte, un ancien ami de Dan. Il lui emprunte de l'argent mais ne peut le rembourser. Daunte lui demande alors de perdre la finale du championnat en échange. Lucas et Skills s'en rendent compte et décident de faire jouer Nathan le moins possible. À la mi-temps, Haley (qui a eu un malaise dû à sa grossesse) annonce à Nathan qu'elle attend un garçon. Emue par cette nouvelle, Nathan se remet à jouer normalement et les Ravens gagnent le championnat. 
Pour se venger, Daunte renverse Haley avec sa voiture. Haley sombre dans le coma et Nathan se fait beaucoup de souci pour elle et le bébé, qui s'en sortent finalement. Haley accouche lors du jour de la remise des diplômes. Le bébé s'appelle James Lucas Scott, soit Jamie. À la fin de la saison 4, après avoir appris que son père, Dan, a assassiné son oncle Keith, il prendra la décision avec Lucas de ne plus jamais le revoir.

### Saison 5
La saison met en scène les habitants de Tree Hill après une ellipse de quatre ans. À la suite d'une bagarre quatre mois auparavant, Nathan se déplace en fauteuil roulant, alors qu'il était sur le point de réaliser son rêve en entrant en NBA pour jouer chez les SuperSonics de Seattle. Il baisse les bras, faisant preuve d'égoïsme en délaissant sa femme et son fils. Sa dépression met en danger son couple et fait peur à Jamie. 
Nathan finit par décider de se relever de cette épreuve, grâce à l'aide de Jamie, et s'investit dans sa rééducation.
Nathan aide ensuite Lucas et Skills à entraîner l'équipe des Ravens et s'occupe en particulier d'un élève rebelle, Quentin Fields, avec qui il joue au basket afin de retrouver son ancien niveau. Nathan retrouve également une relation paisible avec son fils qui fait preuve d'admiration à son égard. 
Il ne semble pas être insensible au charme de Carrie, la baby-sitter cinglée qui s'occupe de Jamie et de sa rééducation, et qui lui fait des avances en nageant nue dans la piscine et l'embrassant alors qu'il n'est pas d'accord. Haley les surprend dans la salle de bain et se méprend : Carrie a rejoint Nathan sous la douche mais celui-ci, croyant d'abord qu'il s'agissait d'Haley, s'est empressé de la chasser. Haley demande alors à Nathan de quitter la maison. 
Lors d'une violente dispute des époux, Jamie tombe par accident dans la piscine. Après que l'enfant ait été réanimé, Haley demande le divorce.  
Cependant, lorsque Carrie enlève Jamie au mariage de Lucas et Lindsay, Nathan et Haley se rapprochent, inquiets. C'est Dan, sorti de prison après le meurtre de Keith, qui libère Jamie.
Nathan et Haley se réconcilient après avoir accepté de suivre une thérapie conjugale.

### Saison 6
En début de saison, Quentin Fields est assassiné et Nathan traverse une terrible période, ainsi que Haley, Lucas et Jamie. Nathan doit désormais s'entrainer seul.
Il est pris dans une équipe de Slamball. Haley s'inquiète énormément pour son dos, le slamball étant une version violente du basket. Leur couple semble solide et heureux contrairement aux saisons précédentes.
Après avoir abandonné le slamball à la demande de Jamie et de Haley, Nathan se présente aux essais pour jouer en équipe pro et réussit. Il devient meneur dans la ligue 2 de basketball la NBA Development League qui fait monter ses meilleurs joueurs en NBA. Malgré les moqueries de ses coéquipiers jaloux, Nathan essaie de s'impliquer au maximum dans son jeu et dans sa nouvelle équipe: les Charleston Chiefs. Il refuse une offre de 2 ans dans une équipe européenne car il espère que la NBA va lui offrir une chance et il donne ainsi sa place à un ancien joueur de son équipe.
Dans cette saison, Nathan et Jamie sont plus proches, Nathan étant plus présent et assumant davantage son rôle de père. Dans un épisode, il interviendra à l'école de Jamie pour que ses camarades cessent de se moquer de lui.
Alors qu'il croit que ses chances de jouer en NBA sont minces, Nathan est recruté par les Charlotte Bobcats de Charlotte, au grand plaisir de Jamie et de Haley.

### Saison 7
Un an plus tard, Nathan vient de terminer sa première année en NBA. Il a pour agent Clay Evans, homme à femmes, qui joue un rôle important dans la gestion de sa carrière. Clay s'est beaucoup rapproché, lors de cette dernière année, de la famille Scott, et est très proche de Haley et de Jamie. 
Cependant, alors que tout allait pour le mieux, Nathan est accusé par une femme, Renée, d'être le père de l'enfant qu'elle porte. Nathan doit alors protéger sa famille du remous médiatique que l'affaire provoque et son couple avec Haley. Cette fois, Haley décide de croire Nathan et de le soutenir, et ils traversent cette épreuve ensemble. Mais la jeune femme commencera à douter après avoir repéré le numéro de Renée sur les factures de téléphone de Nathan.
Dan, qui a épousé Rachel et fait une émission extrêmement populaire, tente de se faire pardonner pour le meurtre de Keith en invitant Renée à une émission et lui faisant avouer qu'elle n'a pas couché avec Nathan. Les choses s'arrangent pour Nathan mais il refuse de laisser Dan rentrer dans sa vie et lui explique que le jour où Keith est mort, il est mort aussi à ses yeux.
Deux semaines plus tard, Clay manque de tact en négociant le contrat de Nathan : celui-ci doit être renouvelé pour deux ans mais Clay exige quatre ans, et Nathan ne sera pas repris pour une nouvelle saison. Nathan, poussé par Haley, vire Clay, qui en plus de cela flirte avec la sœur de Haley, Quinn. Clay est très déçu par Nathan, et lui révèle qu'il était non seulement son meilleur client, mais aussi son meilleur ami. 
On propose alors un poste de 1 an en Espagne à Nathan, mais Haley doit dans un même temps partir en tournée pour sauver son label de la noyade et relancer sa carrière musicale. Haley ne sait pas quoi faire, Nathan lui dit de partir en tournée avec Jamie et qu'à la fin de la tournée ils viendront le voir en Espagne. Mais de son côté, Clay, après des négociations avec le patron des Charlotte Bobcats et un accord avec un autre joueur de la NBA, réussit à faire en sorte que Nathan puisse jouer pour les Bobcats à nouveau. Nathan et Clay se réconcilient, et Nathan accepte la relation de Clay et Quinn. 
Ensuite, lorsque Haley part en tournée pour deux mois, Jamie et Nathan l'accompagnent, et s'amusent comme des fous. À leur retour, Nathan et Haley doivent affronter l'arrivée à Tree Hill de Taylor, la petite sœur de Haley qui sort maintenant avec l'ex-mari de Quinn, et aux conflits familiaux entrainés.
La belle-mère de Nathan, Lydia James, débarque ensuite et annonce peu de temps après son arrivée qu'elle est malade (un cancer du pancréas) et qu'il lui reste très peu de temps à vivre, ce qui se révéla vrai puisqu'elle fait une rechute très vite et meurt peu après. Nathan sera aux côtés de sa femme pendant la dépression qu'elle fera après le décès de Lydia. Lors d'un voyage en Utah avec leurs amis pour assister à la projection du film de Julian et Alex, Haley se remet petit à petit et lors de leur dernière scène dans la saison elle lui apprend qu'elle est enceinte (une fille, selon Haley).

### Saison 8
Nathan est très heureux à l'idée que sa femme Haley soit enceinte. Il est très affecté par le fait que Quinn et Clay se soient faits tirer dessus. Il décide d'arrêter le basket à cause de ses problèmes de dos avant que ceux-ci ne s'aggravent, il reprend ses études et devient alors agent, il remplace son meilleur ami et ex-agent, Clay qui, après la fusillade a perdu une grande partie de la mobilité de son bras droit. Il décroche ainsi son premier contrat pour Troy Jameson, un joueur de football américain à Atlanta. Jamie, pendant une tempête restera coincé dans une voiture, Troy en une autre conduisait étant ivre, il renversa la voiture dans laquelle se trouvait Jamie et sa tante Brooke, ils tomberont du pont où ils étaient, et Julian les sauvera. Il ne sera plus l'agent de Troy par la suite. Lors du 18e épisode de la saison, Nathan devient papa d'une petite fille, Lydia Bob Scott que sa femme Haley a mise au monde. Il est maintenant comblé avec une femme, un fils et une fille.

### Saison 9
À la suite de problèmes psychologiques, Clay se voit forcé de suivre un psychologue et ainsi de laisser l'agence Fortitude sous la direction de Nathan pendant quelque temps. Nathan part alors en Europe pour trouver de nouveaux clients. 
Lors de son retour, il est enlevé à l'aéroport de Tree Hill par une douzaine d'hommes faisant partie d'un groupe mafieux. Nathan aurait en fait signé un nouveau contrat avec un client qui appartenait déjà à une agence. Ses ravisseurs, qui considèrent ce contrat comme un vol, sont chargés de tuer Nathan dès qu'ils en ont l'ordre. 
Après une tentative d'évasion ratée, Nathan se sent de plus en plus impuissant et perd espoir. 
Il est finalement sauvé par son père Dan avec l'aide de Julian et Chris Keller.
Quelques années plus tard, Nathan travaille toujours aux côtés de Clay pour Fortitude et aide également Haley au Karen's Cafe. Ils sont supporters de leur fils Jamie qui a maintenant 16 ans et qui est entré dans l'équipe des Ravens du lycée. On apprend aussi que son record de points du lycée est enfin battu par... son fils, Jamie !

## Apparence
Nathan porte plutôt des vêtements de sport de la saison 1 à la saison 4. De la saison 5 à la saison 9 il porte plutôt des vêtements de ville. Il est brun et a les cheveux courts. Nathan a un piercing au téton dans la saison 1. Au début de la cinquième saison, au moment où il est en fauteuil roulant et déprimé, ses cheveux sont mi-long et il a une grande barbe.